# Suparna Airlines

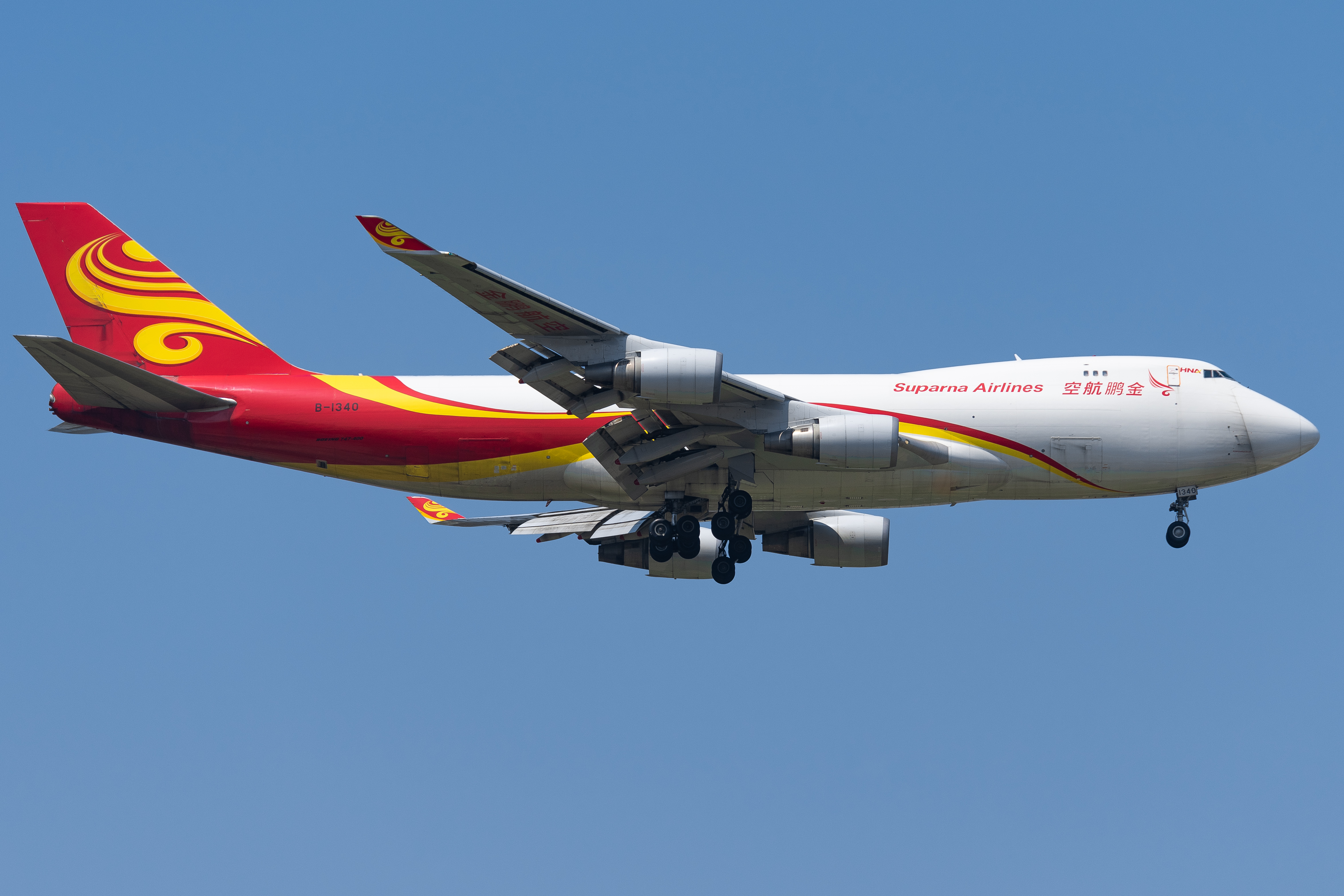
Suparna Airlines Boeing 747-400ERF

Suparna Airlines est une compagnie aérienne cargo chinoise, basée à Shanghai en République populaire de Chine. Elle est également connue sous le nom de Yangtze River Express

## Flotte
En avril 2012, la flotte de Suparna Airlines est constituée de 10 Boeing 737 et 4 Boeing 747 tous en configuration tout cargo :
| Type        | Numéro Constructeur | Immatriculation | Date de livraison | Commentaires                            |
| ----------- | ------------------- | --------------- | ----------------- | --------------------------------------- |
| 737-330F    | 23836 / 1508        | B-5056          | 01/07/2003        | en location auprès de Automatic Leasing |
| 737-330F    | 23835 / 1465        | B-5058          | 01/03/2003        | en location auprès de Automatic Leasing |
| 737-330F    | 23837 / 1514        | B-5057          | 01/03/2003        | en location auprès de Automatic Leasing |
| 737-322F    | 24378 / 1704        | B-5053          | 29/08/2005        |                                         |
| 737-330F    | 24283 / 1677        | B-5055          | 05/01/2003        | en location auprès de Automatic Leasing |
| 737-322F    | 24362 / 1696        | B-5059          | 06/04/2004        | porte le nom de Lübbecke                |
| 747-481BDSF | 28282 / 1133        | B-2435          | 18/03/2009        |                                         |
| 747-481F    | 28283 / 1142        | B-2432          | 17/10/2008        |                                         |
| 747-409F    | 30761 / 1254        | B-2431          | 20/07/2007        |                                         |